# Rysztówka
Rysztówka – przysiółek wsi Malenin w Polsce, położona w województwie pomorskim, w powiecie tczewskim, w gminie Tczew. Wchodzi w skład sołectwa Malenin.
W latach 1975–1998 Rysztówka administracyjnie należała do województwa gdańskiego.